# 马西·达诺夫斯基
马西·达诺夫斯基（英語：Marcy Darnovsky，1951年8月4日—）是一位美国遗传学家、政策倡导者和作家，加利福尼亞大學聖塔克魯茲分校教授，遗传学与社会中心主任。